# 1724 gibang nandong sageon
1724 gibang nandong sageon (1724 기방난동사건?), noto anche con il titolo internazionale The Accidental Gangster and the Mistaken Courtesan, è un film del 2008 diretto da Yeo Kyun-dong.

## Trama
Nel 1724, il gangster Cheon-doong incontra e si innamora di Seol-ji, una celebre kisaeng. Conquistare il cuore della fanciulla non è però molto facile, anche per il fatto che il giovane finisce per avere numerosi pretendenti.

## Distribuzione
In Corea del Sud la pellicola ha goduto di una distribuzione nazionale a cura della Sidus FNH, a partire dal 3 dicembre 2008.